# Virginia Vargas
Virginia "Gina" Vargas Valente (sinh ngày 23 tháng 7 năm 1945) là một nhà xã hội học người Peru và là nhà lãnh đạo phong trào phụ nữ của quốc gia này.

## Tiểu sử
Virginia Vargas sinh ngày 23 tháng 7 năm 1945 tại Lima, Peru, là con thứ hai trong bốn người con. Sau khi học trung học, Vargas theo học Đại học Công giáo Peru từ năm 1963 đến năm 1968. Ban đầu, cô quan tâm đến kịch và văn học, nhưng sau đó tập trung vào khoa học chính trị.
Năm 1978 Vargas thành lập Flora Tristán Center, một tổ chức phi chính phủ của Peru chuyên nghiên cứu, giáo dục và vận động cho quyền của phụ nữ. Cô là điều phối viên của tổ chức và sau đó là giám đốc của nó cho đến năm 1990. Vargas đã thúc đẩy quyền phụ nữ ở Peru và được quốc tế công nhận là nhà vận động cho quyền phụ nữ hàng đầu của Peru.
Là một nhà nghiên cứu, Vargas đã nghiên cứu các phong trào xã hội của Nam Mỹ và vai trò của phụ nữ trong phát triển kinh tế.
Vargas đi du lịch khắp Peru trong những năm 1980 thông qua một chương trình của Red de Mujeres de Educación Popular de Consejo de Educacion de Adultos de Americano Latino (CEAAL), một tổ chức khu vực của Hội đồng Giáo dục Người lớn Quốc tế. Cô tổ chức các hội thảo phong trào phụ nữ khu vực xung quanh phương pháp luận và lý thuyết.
Vargas là người nhận Giải thưởng UNIFEM trong Hội nghị Thế giới về Phụ nữ lần thứ tư của Liên hợp quốc tại Bắc Kinh vào tháng 9 năm 1995. Bà là Điều phối viên của Tổ chức Latin American and Caribbean NGO Coordinator for the conference's NGO Forum. Bắt đầu từ năm 2001, Vargas trở thành thành viên của Ủy ban quốc tế của Diễn đàn xã hội thế giới. Cô cũng là thành viên thuộc Hội đồng tư vấn của Viện Dân chủ và Chuyển đổi toàn cầu của Đại học Quốc gia San Marcos.

## Ấn phẩm chọn lọc

### Biên tập
- "Peasantry in History: A Chronology of the Peasant Movements, 1956‑64" (1981)
- "Economic and Social Participation of Women in Peru" (1982)
- compiled "A New Approach: Gender in Development" (1991)
- "Gender in Development" (1992)
- "The Triangle of Empowerment", "The Road to Beijing" (1998)
- El movimiento feminista en el horizonte político peruano. Ediciones Flora Tristán. Lima (2007)
- Feminismos en América Latina. Su aporte a la política y a la democracia. Colección Transformación Global. Programa Democracia y Transformación Global. Fondo Editorial Universidad Nacional Mayor de San Marcos.Flora Tristán Ediciones, Lima (2008)

### Tác giả
- "The Contribution of Women's Rebellion" (1989)
- Vargas, Virginia (1990). The Women's Movement in Peru: Rebellion into Action. The Hague: International Institute of Social Studies. ISBN 9781856493185.
- "How to Change the World Without Losing Ourselves" (1992)
- Vargas, Virginia (tháng 11 năm 2003). "Feminism, globalization and the global justice and solidarity movement". Cultural Studies. Quyển 17 số 6. tr. 905–920. doi:10.1080/0950238032000150093.

## Liên kết mở rộng
- El Centro de la Mujer Peruana Flora Tristán Lưu trữ ngày 2 tháng 7 năm 2016 tại Wayback Machine